# Йозгатлы, Мехмет
Мехмет Йозгатлы (нем. и тур. Mehmet Yozgatlı; род. 9 января 1979, Мелле) — турецкий и немецкий футболист, выступавший на позиции полузащитника; тренер.

## Клубная карьера
Мехмет Йозгатлы, родившийся в Германии, начинал свою карьеру футболиста в стамбульском клубе «Истанбулспор». 16 августа 1998 года он дебютировал в турецкой Первой лиге, выйдя на замену в домашнем поединке против «Самсунспора». 28 ноября 1998 года Мехмет забил свой первый гол на высшем уровне, сравняв счёт в домашней игре с «Дарданелспором». Спустя 2 месяца он сделал дубль в домашнем матче против «Аданаспора».
Летом 1999 года Мехмет на правах аренды перешёл в «Галатасарай». В триумфальном для клуба сезоне 1999/2000, в котором стамбульцы смогли выиграть национальный чемпионат и кубок, а также Кубок УЕФА, Мехмет редко появлялся на поле. Единственный гол он забил в финале Кубка Турции. Сезон 2000/01 Мехмет провёл также на правах аренды за «Аданаспор», после чего вернулся в «Истанбулспор».
Летом 2004 года Мехмет Йозгатлы подписал контракт с «Фенербахче», где отыграл следующие 4 сезона. В 2007 он перешёл в «Бешикташ», став таким образом одним из немногих футболистов, кто успел поиграть за все 3 ведущих и непримиримых клуба Стамбула и всей Турции. Впоследствии Мехмет выступал за «Газиантепспор», «Генчлербирлиги» и «Ризеспор», в последнем он и завершил свою карьеру в 2011 году.

## Достижения
«Галатасарай»
- Чемпион Турции (1): 1999/2000
- Обладатель Кубка Турции (1): 1999/2000
- Обладатель Кубка УЕФА (1): 1999/2000

 «Фенербахче»
- Чемпион Турции (3): 2003/04, 2004/05, 2006/07